# Ломан, Петер
Петер Ломан (нем. Peter Lohmann; 24 апреля 1833, Швельм — 10 января 1907, Лейпциг) — немецкий редактор и драматург.
Сын торговца, с 16 лет работал в книготорговом деле, стажировался в издательстве Карла Бедекера в Эссене. В 1856—1897 гг. работал редактором в Лейпциге в издательстве Иоганна Якоба Вебера, занимаясь в том числе выпуском газеты «Illustrierte Zeitung», а с 1859 г. ассистируя Францу Бренделю в работе над «Новой музыкальной газетой».
Уже в 1855 году выпустил в Ганновере два тома исторических драм, за которыми последовал ещё ряд сочинений в этом жанре, частично предназначенных для переработки в оперу. Свой опыт в этой области обобщил в работе «О драматической поэме с музыкой» (нем. Ueber die dramatische Dichtung mit Musik; 1861), к третьему изданию переработанной и получившей название «Идеал оперы» (нем. Das Ideal der Oper; 1886).